# 马来西亚国会下议院议长
马来西亚国会下议院议长是马来西亚国会下议院的最高主持官员，他与马来西亚国会上议院主席并列为马来西亚联邦立法机关的首脑。
在议长请假或不在国会期间，副议长将会暂时接替其位置并负责主持和召开下议院会议。

## 任命
马来西亚宪法阐明，最高元首必须委任一名获得国会下议院多数议员支持的人出任下议院议长。
宪法中也阐明下议院议长一职的必备条件是：
- 出生于马来西亚的公民（不包括登记公民和入籍公民）
- 获得国会下议院多数议员推举和支持

議長人選不一定是現任的下議員，可以來自議會以外，只要符合參選國會議員資格者，都可成為議長候選人，不過一旦非議員獲推選上任，就會被視同國會議員的一份子，但除了主持會議之外，不能像其他議員般在關鍵時刻對議案作投票表决。在實例上，非議員的議長通常是資深人士，比如已退休的資深法官、政府官員或前議員等。
由於憲法禁止任何人同時在上議院或下議院擁有雙重議席，因此下議院的議長不能同時兼任上議員。

## 职责与权力
下议院议长的主要职责与权力包括：
- 负责召集和主持下议院会议以及下议院的开议
- 决定何时下议院应该开会或休会（如有必要，他可暂时休会一个小时）
- 安排各下议院议员进行辩论
- 检查请愿书、法案提呈书、会议票据和修正受理
- 确保宪法和下议院规则的运作
- “管教”和确保下议院议员遵守议会规则
- 确定下议院议员发言次序
- 宣布下议院议员应对某辩论事项作出投票
- 判断或鉴定以及公布投票结果
- 可自行判断和决定哪些法案可辩论
- 限制补充问题的提问时间

議長一般不直接參與議案辯論，也不在表决時投票，只有出現相同票數時，議長才可以投下關鍵一票。然而，如果議長并非在任的民選國會議員，則不可參與投票。

## 历任议长
| 国会              | #  | 肖像           | 议长              | 任期开始       | 任期结束       |
| ----------------- | -- | -------------- | ----------------- | -------------- | -------------- |
| 第1届 1959－1964  | 1  |                | 莫哈末诺亚奥玛    | 1959年11月11日 | 1964年2月29日  |
| 第2届 1964－1969  | 2  |                | 赛艾沙            | 1964年5月18日  | 1964年11月24日 |
| 第2届 1964－1969  | 3  |                | 仄莫哈末尤索      | 1964年11月25日 | 1969年5月17日  |
| 第3届 1971－1974  | 3  | 1971年3月9日   | 仄莫哈末尤索      | 1974年3月1日   |                |
| 第4届 1974－1978  | 4  |                | 聂阿末卡米尔      | 1974年11月4日  | 1977年12月20日 |
| 第4届 1974－1978  | 5  |                | 赛纳西尔依斯迈    | 1978年1月9日   | 1978年7月31日  |
| 第5届 1978－1982  | 5  | 1978年7月31日  | 赛纳西尔依斯迈    | 1982年3月16日  |                |
| 第6届 1982－1986  | 6  |                | 莫哈末·查西尔     | 1982年6月14日  | 1986年10月6日  |
| 第7届 1986－1990  | 6  | 1986年10月6日  | 莫哈末·查西尔     | 1990年12月3日  |                |
| 第8届 1990－1995  | 6  | 1990年12月3日  | 莫哈末·查西尔     | 1995年6月7日   |                |
| 第9届 1995－1999  | 6  | 1995年6月7日   | 莫哈末·查西尔     | 1999年12月20日 |                |
| 第10届 1999－2004 | 6  | 1999年12月20日 | 莫哈末·查西尔     | 2004年5月17日  |                |
| 第11届 2004－2008 | 6  | 2004年5月17日  | 莫哈末·查西尔     | 2004年10月14日 |                |
| 第11届 2004－2008 | 7  |                | 南利岳达利        | 2004年11月22日 | 2008年2月13日  |
| 第12届 2008－2013 | 8  |                | 班迪卡阿敏        | 2008年4月28日  | 2013年6月28日  |
| 第13届 2013－2018 | 8  | 2013年6月28日  | 班迪卡阿敏        | 2018年4月7日   |                |
| 第14届 2018－2022 | 9  |                | 莫哈末阿里夫      | 2018年7月16日  | 2020年7月13日  |
| 第14届 2018－2022 | 10 |                | 阿兹哈阿兹占·哈仑 | 2020年7月13日  | 2022年12月19日 |
| 第15届 2022－     | 11 |                | 佐哈里阿都        | 2022年12月19日 | 现任           |

## 下议院副议长
马来西亚国会下议院副议长是下议院议长的2位副手。在议长请假或不在国会期间，他们有义务暂时代替议长召开和主持下议院会议，并全权使用议长的职权。下议院秘书处也应不时地举办副议长选举，让所有下议院议员从下议院议员中选举出两名副议长。
如议长与副议长皆请假或不在国会，国会下议院秘书处和其他下议院议员可投票决定是否暂时休会，或可依据国会下议院规则行事。

## 历任副议长
| 国会              | #      | 副议长           | 任期开始       | 任期结束       |
| ----------------- | ------ | ---------------- | -------------- | -------------- |
| 第2届 1964－1969  | 1      | 赛艾沙           | 1964年11月25日 | 1969年3月19日  |
| 第3届 1971－1974  | 2      | 聂阿末卡米尔     | 1971年3月9日   | 1974年7月13日  |
| 第4届 1974－1978  | 3      | 赛纳西尔依斯迈   | 1974年11月6日  | 1978年1月8日   |
| 第4届 1974－1978  | 4      | 阿扎哈里末泰益   | 1978年3月21日  | 1978年6月11日  |
| 第5届 1978－1982  | 5      | 曼梳奥曼         | 1978年10月23日 | 1982年3月28日  |
| 第6届 1982－1986  | 6      | 许天来           | 1982年6月14日  | 1983年7月26日  |
| 第6届 1982－1986  | 7      | 阿都哈密帕宛德   | 1984年10月26日 | 1986年7月18日  |
| 第7届 1986－1990  | 8      | D. P. 维贞德兰   | 1986年10月8日  | 1990年2月23日  |
| 第7届 1986－1990  | 9      | 莫哈末阿敏达勿   | 1986年10月8日  | 1990年6月11日  |
| 第8届 1990－1995  | 10     | 翁诗杰           | 1990年6月11日  | 1995年4月6日   |
| 第8届 1990－1995  | 11     | 朱哈·马希鲁丁    | 1990年12月5日  | 1995年4月6日   |
| 第9届 1995－1999  | （10） | 翁诗杰           | 1995年6月12日  | 1999年11月10日 |
| 第9届 1995－1999  | （11） | 朱哈·马希鲁丁    | 1995年6月12日  | 1999年11月10日 |
| 第10届 1999－2004 | 12     | 莫哈末阿都拉     | 1999年12月20日 | 2004年3月4日   |
| 第10届 1999－2004 | 13     | 林时清           | 1999年12月20日 | 2004年3月4日   |
| 第11届 2004－2008 | （13） | 林时清           | 2004年5月17日  | 2008年2月13日  |
| 第11届 2004－2008 | 14     | 尤索耶谷         | 2004年5月17日  | 2008年2月13日  |
| 第12届 2008－2013 | 15     | 旺朱乃迪         | 2008年4月28日  | 2012年11月29日 |
| 第12届 2008－2013 | 16     | 罗纳建迪         | 2008年4月28日  | 2012年11月29日 |
| 第13届 2013－2018 | （16） | 罗纳建迪         | 2013年6月24日  | 2018年4月7日   |
| 第13届 2013－2018 | 17     | 依斯迈莫哈末沙益 | 2013年6月24日  | 2018年4月7日   |
| 第14届 2018－2022 | 18     | 莫哈末拉昔       | 2018年7月16日  | 2022年12月19日 |
| 第14届 2018－2022 | 19     | 倪可敏           | 2018年7月16日  | 2020年7月13日  |
| 第14届 2018－2022 | 20     | 阿莎丽娜         | 2020年7月13日  | 2021年8月23日  |
| 第15届 2022－     | 21     | 南利莫哈末诺     | 2022年12月19日 | 现任           |
| 第15届 2022－     | 22     | 刘强燕           | 2022年12月19日 | 现任           |